# عبد القادر عمراني
عبد القادر عمراني مواليد 3 يناير 1956، هو مدرب كرة قدم جزائري، يدرب حاليا النادي الرياضي مستقبل الرويسات الصاعد الجديد للقسم الوطني الأول

## روابط خارجية
- عبد القادر عمراني على موقع قاعدة بيانات كرة القدم.إي يو (الإنجليزية)
- عبد القادر عمراني على موقع عالم كرة القدم.نت (الإنجليزية)